# Berta Mühlsteinová
Berta Mühlsteinová (30. července 1841 Velvary – 24. srpna 1887 Praha) byla česká básnířka, spisovatelka, vlastenka a feministka.

## Život
Narodila se do rodiny civilního inženýra a státního úředníka Leonarda Mühlsteina (1797, Praha-1890 Praha) a jeho první manželky Jany, rozené Čermákové, která zemřela krátce po Bertině narození. Otec se podruhé oženil s Annou Mužíkovou (1820–1890), vychovali celkem pět dcer (Anna, Berta, Zdenka, Leontina, Milada) a syna Leonarda. Rodina se stěhovala podle míst otcovy služby do Budína, Velvar, Budyně nad Ohří, Jiřetína pod Jedlovou a České Lípy, po jeho penzionování roku 1864 se přestěhovala do Prahy. Berta dlouhodobě trpěla zdravotními obtížemi plynoucími z vrozené tuberkulózy páteře, již zdědila po matce, proto měla místo školy soukromé učitele. Bezvýsledně se léčila ve Spottově vodoléčebném ústavu.
V roce 1862 vydala v časopise Lada svou první báseň věnovanou úmrtí Boženy Němcové. V Praze se seznámila s Janem Nerudou, Eliškou Krásnohorskou a Karolinou Světlou a vstoupila do Amerického klubu dam, spoluorganizovaném Vojtou Náprstkem. Přednášela tam své básně a předčítala povídky. Účastnila se vlasteneckých akcí a byla emancipovaná. 
Podobně také její vlastní sestra Anna a nevlastní sestry Zdenka a Leontina zůstaly svobodné a podnikaly jako soukromnice.
Tuberkulóza páteře nakonec vedla k její předčasné smrti ve věku pouhých 46 let.

## Dílo
Jako básnířka na sebe upozornila roku 1872 sbírkou básní Pohrobky. Svými dalšími literárními pracemi přispívala do časopisů Lada, Světozor, Osvěta, Květy, Lumír, Ruch a Ženské listy. Mezi její nejvýznamnější díla patří romány Na březích Nežárky a Vlasti a tobě! (vyšla prvně v časopise Libuše), dále povídkové soubory Nové povídky a Povídky, novely a arabesky.
Napsala jednu básnickou sbírku a další básně, otiskované v časopisech, kde vycházely také její povídky, arabesky a dva romány. Povídky byly opakovaně vydávány ve sbornících. Její práce jsou sentimentální a romantické, s rysy melancholie. Spisovatelka projevovala hluboký cit, nadšení pro krásu a poezii. Velkým literárním talentem neoplývala, ale ve své době byla oblíbená především u žen.

### Romány
- Na březích Nežárky (1883)
- Vlasti a tobě! (1886)

### Povídkové soubory
- Povídky, novely a arabesky (1880)
- Nové povídky (1883)

### Básnická sbírka
- Pohrobky (1872)

Mezi její nejlepší básně patří Šedivý vlas, Jezero, Fantazie a Lehká mysl.
Vedle své beletristické tvorby byla také autorkou fejetonů, ve kterých kladla důraz na důležitost ženské emancipace a vlastenectví.